# Trathala davisi
Trathala davisi är en stekelart som beskrevs av Dasch 1979. Trathala davisi ingår i släktet Trathala och familjen brokparasitsteklar. Inga underarter finns listade i Catalogue of Life.